# I’m Still Standing
I’m Still Standing – singiel Elton Johna wydany 3 lipca 1983, i umieszczony w albumie Too Low for Zero.
Tematem utworu jest powrót artysty, mimo problemów osobistych.
Teledysk do utworu wyreżyserowany przez Russella Mulchaya został nagrany w Cannes i Nicei na filmie fotograficznym.
- Utwór zyskał dużą popularność po obu stronach Atlantyku, docierając do 12. pozycji na listach przebojów w USA i do 4. na Wyspach Brytyjskich
- Martha Wash nagrała własną aranżację utworu, który ukazał się na soundtracku do Zmowy pierwszych żon
- Piosenka pojawiła się również w jednym z krótkometrażowych odcinków serialu TV – Viva Laughlin
- Utwór ukazał się podczas reklamy jesiennej ramówki telewizji TVN w 2014 roku.